# Sematophyllum swartzii
Sematophyllum swartzii är en bladmossart som beskrevs av W. H. Welch och H. Crum 1959. Sematophyllum swartzii ingår i släktet Sematophyllum och familjen Sematophyllaceae. Inga underarter finns listade i Catalogue of Life.